# Dúnadanok
A dúnadanok (dúnedain, régebbi kiadásokban dúnadán alakban jelent meg) J. R. R. Tolkien A Gyűrűk Ura című regényének szereplői. A szó eredete sindarin, jelentése nyugati ember, nyugat embere.
Ők a tündebarátok Három Házának leszármazottai. Könnyen felismerhetőek külső tulajdonságaik alapján: hajuk fekete, szemük szürke, legalább két méter magasak. Jártasak a tündenyelvekben és az ősi hagyományokban.
Őseik még az Óidőkben részt vettek a Sötét Úr, Morgoth elleni háborúkban, ezért kiváltságban részesültek: elhagyhatták Középföldét, és letelepedhettek a messzi Nyugaton, Númenorban.
Ráadásul a valák háromszor hosszabbá tették életüket.
Númenorban töltötték a Másodkor nagy részét, de Sauron, Morgoth szolgája a tündék ellen fordította legtöbbjüket, és csak kevesen maradtak hűségesek. Végül Arany Ar-Pharazôn király megtámadta Valinort, amiért a valák elpusztították Númenor szigetét. Csak a Hűségesek maradtak életben, mert vezetőjük, Elendil, s fiai, Isildur és Anárion kilenc hajón Középföldére menekítette őket. Itt megalapították Arnor és Gondor királyságait. Sauron hamarosan megtámadta őket, de Elendil szövetséget kötött Gil-galaddal, a tündék királyával, s bár ő meghalt, fia, Isildur legyőzte a második Sötét Urat.
Később a királyi család gondori ága teljesen kihalt, bár az ország fennmaradt. Arnor az angmari emberek támadásai miatt elpusztult, de az itt élő dúnadánok törzsszervezetben éltek tovább, s kószaként vigyázták a régi birodalom biztonságát a Király visszatéréséig.